# Mohamed Ben Abdelkader (dirigeant sportif)
Pour les articles homonymes, voir Mohamed Ben Abdelkader et Ben Abdelkader.
Mohamed Ben Abdelkader (arabe : محمد بن عبد القادر), né le 13 février 1912 à Tunis et mort à une date inconnue, est un fonctionnaire et dirigeant sportif tunisien.

## Carrière
Mohamed Ben Abdelkader est secrétaire général de la Fédération des fonctionnaires tunisiens, puis président de la Fédération tunisienne de boxe. Il devient président du Comité national olympique tunisien lors de sa création en 1957, et ce jusqu'en 1960 ; sous son mandat, la Tunisie participe à ses premiers Jeux olympiques, en 1960 à Rome.